# آبسیدیا
آبسیدیا (نام علمی: Absidia) نام یک سرده از تیره سنجاقی‌کپکان است.